# Acerola
Acerola (znanstveno ime Malpighia glabra) je vrsta drevesa iz družine malpigijevk, ki raste od južnega Teksasa preko Mehike, Karibov do Peruja in Brazilije. Zraste do 3 metre visoko. Krošnja je bujna in bodičasta. Acerola je zimzeleno drevo.
Sadež je živordeč, v premeru dolg 1,5–2 cm. V sredini se nahajajo 2–3 semena. Je sočen, sladkokisel ter vsebuje veliko količino vitamina C.

## Gojenje in uporaba
Sadež je užiten in ga v deželah, kjer raste, široko uporabljajo. Zaradi visoke vsebnosti vitamina C drevo gojijo tudi drugje po svetu, npr. v Indiji.